# Ярославцев Олександр Єгорович
Яросла́вцев Олекса́ндр Єго́рович (*3 листопада 1909, село Кайсегурт, Шарканський район — †14 листопада 1972, село Дебьоси) — військовик, гвардії лейтенант, учасник Другої світової війни, Герой Радянського Союзу (22 лютого 1944).
Працював в органах НКВС в 1930—1935 роках, потім у відділенні кінофікації Шарканського району та села Дебьоси (1935—1941).
Учасник Другої світової війни. Воював на Ленінградському, Північно-Кавказькому, Степовому та Південно-Західному фронтах. Брав участь в битві на Курській дузі, звільняв міста Бєлгород та Харків, форсував річки Дністер та Південний Буг. Відмітився при форсуванні річки Дніпро. Командир телефонного взводу окремої роти зв'язку 110-ї гвардійської стрілецької дивізії 37-ї армії. Разом з групою зв'язкових в складі десантного відділку 30 вересня 1943 року переправився через Дніпро в районі села Куцеволівка Кіровоградської області, проклав кабельну смугу, встановив зв'язок з плацдармом. Тричі наводив зв'язок заново, 20 разів відновлював пошкоджену смугу.
В жовтня 1945 року старший лейтенант пішов у відставку. Жив та працював в селі Дебьоси (1946—1958), потім жив в Іжевську.
Нагороджений орденами Леніна, Червоного Прапора, Вітчизняної війни II ступеня, Червоної Зірки, багатьма медалями.